# Гийоме, Анри
Анри Гийоме (29 мая 1902, Bouy — 27 ноября 1940, Средиземное море) — французский лётчик и пионер авиации.

## Биография
Гийоме родился в Буи, департамент Марна. Впервые сел в аэроплан в возрасте 14 лет. За всю жизнь он 45 раз перелетел через Атлантический океан и 193 раза — через Анды (между Аргентиной и Чили). Позже работал старшим директором в авиационной компании Air France. Активно участвовал в открытии коммерческих воздушных маршрутов (в основном авиапочты), связывавших Францию с различными пунктами назначения по всему миру. Первые полёты были совершены во французские колонии в Африке, через Испанию в Западную Сахару. «Я никогда не знал более великого пилота», — сказал Дидье Дора, директор по перевозкам Aéropostale.
В 1929 году он отправился в Рио-де-Жанейро, чтобы вместе с пилотом Жаном Мермозом открыть воздушные маршруты в Южной Америке, совершая перелёты для новой компании Aeroposta Argentina, дочерней компании французской Compagnie Génerale Aeropostale. Штаб-квартира компании располагалась в Буэнос-Айресе, где он делил обязанности с Антуаном де Сент-Экзюпери, с которым подружился.
В пятницу, 13 июня 1930 года, во время своего 92-го полета над Андами для французской компании авиапочты Aéropostale, Гийоме выжил, совершив аварийную посадку на своем самолёте Potez 25 на окружённое снегами озеро Даймонд в Аргентине. Не имея никакого снаряжения, кроме куртки пилота, ножа, часов и компаса, он смог спастись. В течение недели он прошёл пешком через три горных перевала. Несмотря на искушение сдаться, он продолжал идти, думая о своей жене Ноэль, вплоть до рассвета 19 июня, когда его спас мальчик-подросток, Хуан Гуальберто Гарсия. Он добрался до деревни, жители которой не могли поверить в его рассказ.
Своему другу Антуану де Сент-Экзюпери он говорил позднее: «Ce que j’ai fait, je te le jure, aucune bête ne l’aurait fait» («То, что я сделал, клянусь вам, не сделало бы ни одно животное!»). Эта героическая история описана в одном из эпизодов романа Сент-Экзюпери «Планета людей».
В 1934 году, на самолёте компании Air France, Гийоме вместе с Жаном Мермозом открыл маршрут перелётов через Атлантический океан между Дакаром (Сенегал) и Наталом (Бразилия). Совершил 84 перелёта на различных типах самолётов и гидросамолётов. В декабре 1936 года, будучи начальником морской базы в Дакаре, он помогал пропавшему в море Мермозу в его последнем полёте и безуспешно искал его в течение двух дней. В 1938 году 13 раз пересёк Северную Атлантику на гидросамолете из Лиссабона с остановкой на Азорских островах и пунктом назначения в Нью-Йорке.
Во время Второй мировой войны был включён в состав военной авиации, но из-за возраста, считавшегося в то время преклонным, не был приписан к боевым эскадрильям, а был назначен на разведывательные полёты. Принимал участие в полётах над Южной Атлантикой, выполняя задание по обнаружению немецких военных кораблей.
27 ноября 1940 года его самолёт был сбит над Средиземным морем итальянским лётчиком-истребителем во время полёта в Сирию вместе с Жаном Кьяппе, новым Верховным комиссаром Франции в Леванте. Гийоме погиб.
В его честь была названа школа в Бланьяке под Тулузой, Collège Guillaumet.